# Alois Estermann
Alois Estermann (Gunzwil, 29 ottobre 1954 – Città del Vaticano, 4 maggio 1998) è stato un ufficiale svizzero, appartenente alla Guardia Svizzera ed assassinato nel suo appartamento presso la Città del Vaticano.

## Biografia
Estermann era nato a Gunzwil, nel Canton Lucerna.
Secondo le dichiarazioni del Vaticano, Estermann e sua moglie Gladys Meza Romero, furono uccisi da una giovane Guardia Svizzera, Cédric Tornay, che successivamente si suicidò. Estermann, precedentemente comandante sostituto della Guardia Svizzera, proprio nello stesso giorno era stato confermato nella sua posizione di comandante. La messa funebre per Estermann fu celebrata dal Cardinale Angelo Sodano.

### Altre ipotesi sulla morte
Secondo alcune fonti, durante tutto il tempo trascorso al servizio nella Guardia Svizzera, Estermann sarebbe stato una spia della Stasi infiltrata nel Vaticano e proprio per questo suo ruolo avrebbe avuto parte attiva nell'attentato a Giovanni Paolo II e nel caso Orlandi. Il movente del triplice delitto avvenuto in Vaticano la sera del 4 maggio 1998, sarebbe quindi da ricercare nell'attività di spionaggio svolta da Estermann. Secondo questa versione Cédric Tornay sarebbe stato a sua volta una vittima, coinvolta forse per caso nell'assassinio dei due coniugi per mano di uno o più assassini non identificati.
Tuttavia la Germania ha escluso che Estermann fosse mai stato al servizio della Stasi.
Nel novembre 2011 il legale della madre di Tornay scrive una «lettera aperta» al Papa Benedetto XVI per ribadire la richiesta, sinora non accolta, dei documenti relativi al caso mettendo in dubbio la versione ufficiale.
Nel dicembre 2019 la legale della madre di Tornay fa richiesta di accesso agli atti e di riapertura delle indagini del caso, segnalando numerose criticità nella ricostruzione ufficiale dei fatti.